# Känsälammit
Känsälammit eller Känsäjärvi är en sjö i Finland. Den ligger i kommunen Sodankylä i landskapet Lappland, i den norra delen av landet, 800 km norr om huvudstaden Helsingfors. Känsäjärvi ligger 209,1 meter över havet. Den ligger vid sjön Syväjärvi. Arean är 39,6 hektar och strandlinjen är 4,35 kilometer lång. Sjön  ingår i Kemi älvs huvudavrinningsområde. 